# Бурвин
Бурвин (пол. Burwin) — деревня в Бяльском повете Люблинского воеводства Польши. Входит в состав гмины Ломазы. По данным переписи 2011 года, в деревне проживало 93 человека.

## География
Деревня расположена на востоке Польши, на правом берегу реки Рудки, на расстоянии приблизительно 13 километров к юго-юго-западу (SSW) от города Бяла-Подляска, административного центра повета. Абсолютная высота — 145 метров над уровнем моря. К западу от населённого пункта проходит региональная автодорога 812.

## История
В конце XVIII века деревня входила в состав Брестского повета Великого княжества Литовского.
По данным на 1827 год имелось 23 двора и проживало 84 человека. Согласно «Справочной книжке Седлецкой губернии на 1875 год» Бурвин входил в состав гмины Любенка Бельского уезда Седлецкой губернии. В 1912 году Бельский уезд был передан в состав новообразованной Холмской губернии.
В 1975—1998 годах деревня входила в состав Бяльскоподляского воеводства.

## Население
Демографическая структура по состоянию на 31 марта 2011 года:
|         | Всего | До трудоспособного возраста | Трудоспособного возраста | Старше трудоспособного возраста |
| ------- | ----- | --------------------------- | ------------------------ | ------------------------------- |
| Мужчины | 41    | 9                           | 20                       | 12                              |
| Женщины | 52    | 8                           | 22                       | 22                              |
| Всего   | 93    | 17                          | 42                       | 34                              |